# Erica Quinn Jennings

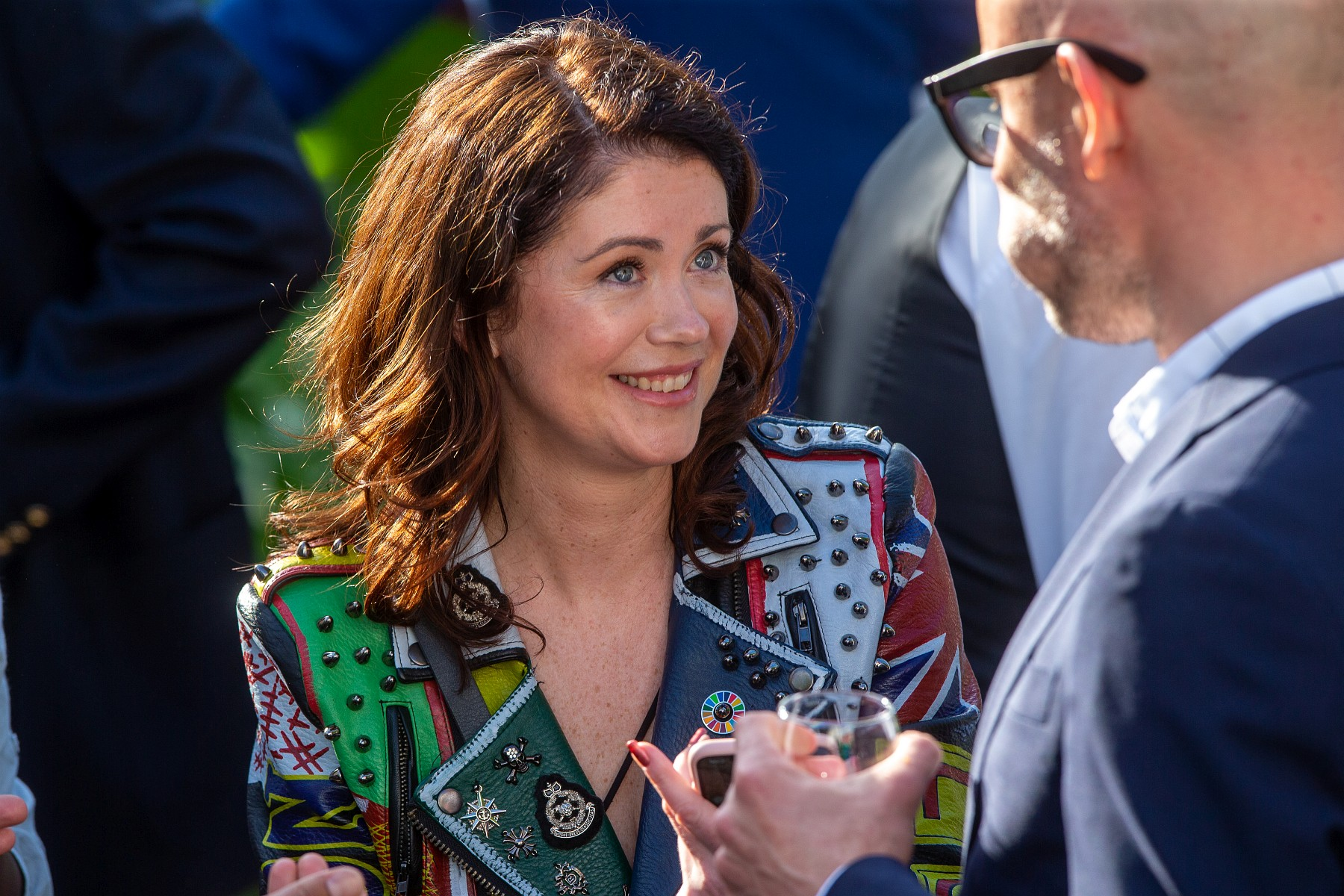
Erica Jennings (2022)

Erica Jennings (* 17. Mai 1980 in Dublin) ist eine irisch-litauische Popsängerin.

## Leben
Von 1985 bis 1992 lernte Jennings an der Grundschule St. Louis in Dublin. Von 1992 bis 1994 besuchte sie die internationale Schule in Daressalam, Tansania. 1994 bis 1995 besuchte sie die litauische Salomėja-Nėris-Mittelschule Vilnius und von 1995 bis 1997 eine Fernschule in Irland. 1997 absolvierte sie in Dublin ihren Schulabschluss.
Ab 1998 war Jennings mit Viktoras Diawara und Vilius Alesius Mitglied  der Band „Skamp“. Seit 2011 hat sie Konzerte mit ihrem Ehemann Jurgis Didžiulis im Duett „The Ball & Chain“. 2016 erreichte Erica die Finale im Nationalen Vorentscheid des Wettbewerbs Eurovision Song Contest und belegte den 2. Platz.

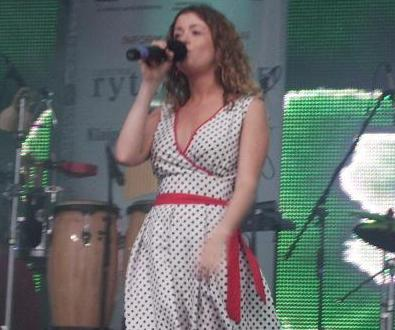
Erica Jennings (2008)